# Livinhac-le-Haut
Livinhac-le-Haut är en kommun i departementet Aveyron i regionen Occitanien i södra Frankrike. Kommunen ligger  i kantonen Decazeville som ligger i arrondissementet Villefranche-de-Rouergue. År 2022 hade Livinhac-le-Haut 1 102 invånare.

## Befolkningsutveckling
Antalet invånare i kommunen Livinhac-le-Haut
Referens: INSEE

## Galleri

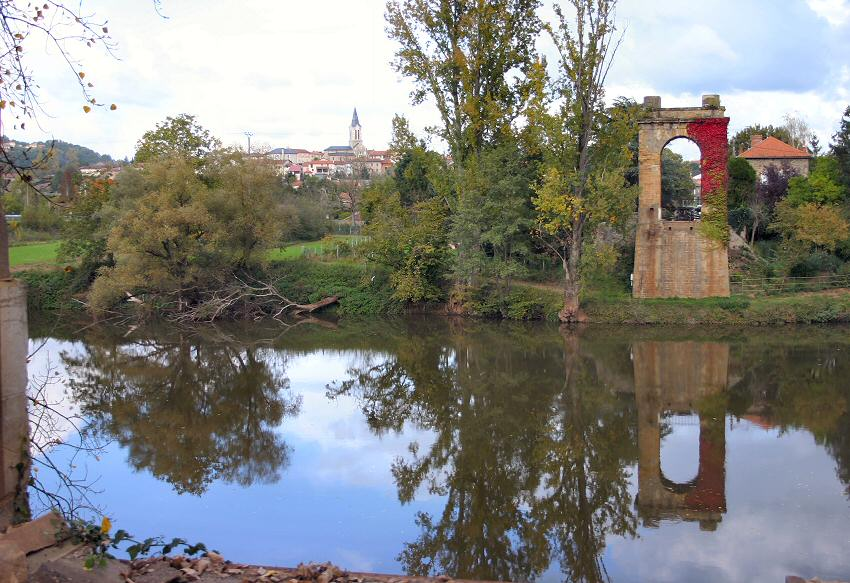
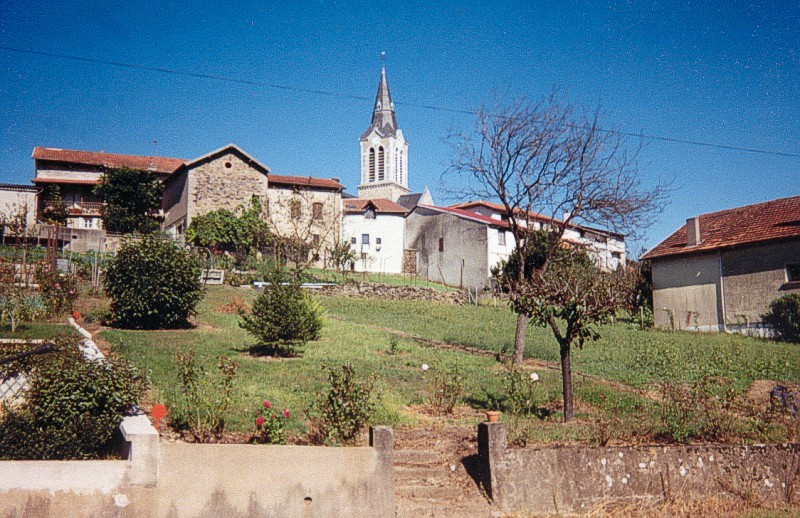